# Les Eaux-Vives
Pour les articles homonymes, voir Eau vive.
Les Eaux-Vives sont un quartier de Genève, en Suisse et une ancienne commune du canton de Genève, situé sur la rive gauche du lac Léman.

## Toponymie
Dans la Genève du Moyen Âge, le lieu s'appelait Arenarium, d'un mot latin qui signifie sable.
Les Eaux-Vives ("aqua viva" en latin et "aigues vives" en patois) tirent leur nom de sources abondantes et jaillissantes qui se trouvent sur leur territoire, au-dessous de Montchoisy. Chaque fois que l'on a creusé le sol dans cette région, on a trouvé des nappes d'eau souterraines, et l'on a constaté en outre l'existence de canaux destinés à amener de fort loin les sources d'eau potable.

## Histoire
De par sa proximité avec la ville et l'abondance des sources d'eaux qui donneront leur nom à cette région, plusieurs populations s'y établissent (village lacustre, villa romaine s'éleva à l'emplacement du parc de La Grange, etc.). Les premiers documents faisant mention de la localité sont des actes de ventes datés entre 1305 et 1306. La plus ancienne représentation de la localité est la peinture de La Pêche miraculeuse de Konrad Witz réalisée en 1444.
En 1533, dans une maison bordant le Pré-l'Évêque, fut célébrée la première cène réformée qui donnera, deux plus tard, la Réforme genevoise. En 1534, les soldats du duc de Savoie, de concert avec l'évêque, effectuent une attaque surprise de la cité de Genève en passant par les Eaux-Vives. Celle-ci s'avérera être un échec connu sous le nom de retraite de Jargonnant. Le gouvernement décide alors de raser les faubourgs et les maisons afin d'établir autour de la ville un grand espace libre que pourraient facilement balayer les canons des remparts et qui empêcherait l'ennemi d'avancer à couvert. Les Eaux-Vives, étant devenues un désert, se voit alors reconstruire de nouvelles habitation au cours du XVIIe siècle. Des industries s'établirent petit à petit aux Eaux-Vives comme l'indiennerie.

### Commune autonome
La commune des Eaux-Vives est créée par un arrêté du 18 juin 1798 instituant une administration municipale des communes sur le territoire genevois. Lors du départ des troupes françaises, la constitution genevoise de 1814 laisse subsister le régime établi précédemment.
Jusque vers 1830, la commune n'entame pas de grands travaux mais améliore son éclairage public. Une souscription est organisée en 1838 en vue de construire un nouveau temple protestant qui est inauguré en 1842. Cet édifice, précoce exemple de style néogothique montrant des arcs Tudor d'influence anglaise, est dû à l'architecte genevois Jacques-Louis Brocher.
La révolution de 1846 a d'importantes incidences sur la vie communale, notamment en ce qui concerne les nouvelles charges incombant à la municipalité (traitements de l'instituteur et du pasteur, entretien de l'école et du temple, etc.). Avec la loi de 1849, les anciennes fortifications sont supprimées autour de Genève et les rues des Eaux-Vives et de la Terrassière en deviennent des prolongements. La question de la fusion commence déjà à se poser.

### Armoiries
La commune adopte des armoiries en 1904, qui se lisent : « écu coupé, au 1 de pourpre et de trois faces ondées diminuées d’argent, la fasce supérieure supportant une barque au naturel, vue de pointe, armée de deux voiles latines d’argent en sautoir, le mât portant au sommet un guidon flottant à senestre ; au 2 parti : de gueules à la clef d’or en pal, le panneton tourné à senestre, et d’argent à l’arc au naturel, posé en barre et traversé en bande d’une flèche de même. Comme cimier au soleil d’or, portant en cœur les lettres IHS de sable ». Une devise en latin est inscrite : « Aquis vivis felicitas. Les vagues et la barque sont une référence au lac et au port des Eaux-Vives ; la clef vient des armes de l’Évêché (l’évêque possédait jadis une partie du territoire communal) ; arc et flèche rappellent le « Noble Exercice de l’Arc » dont le siège se trouvait dans la commune,.

### Urbanisation

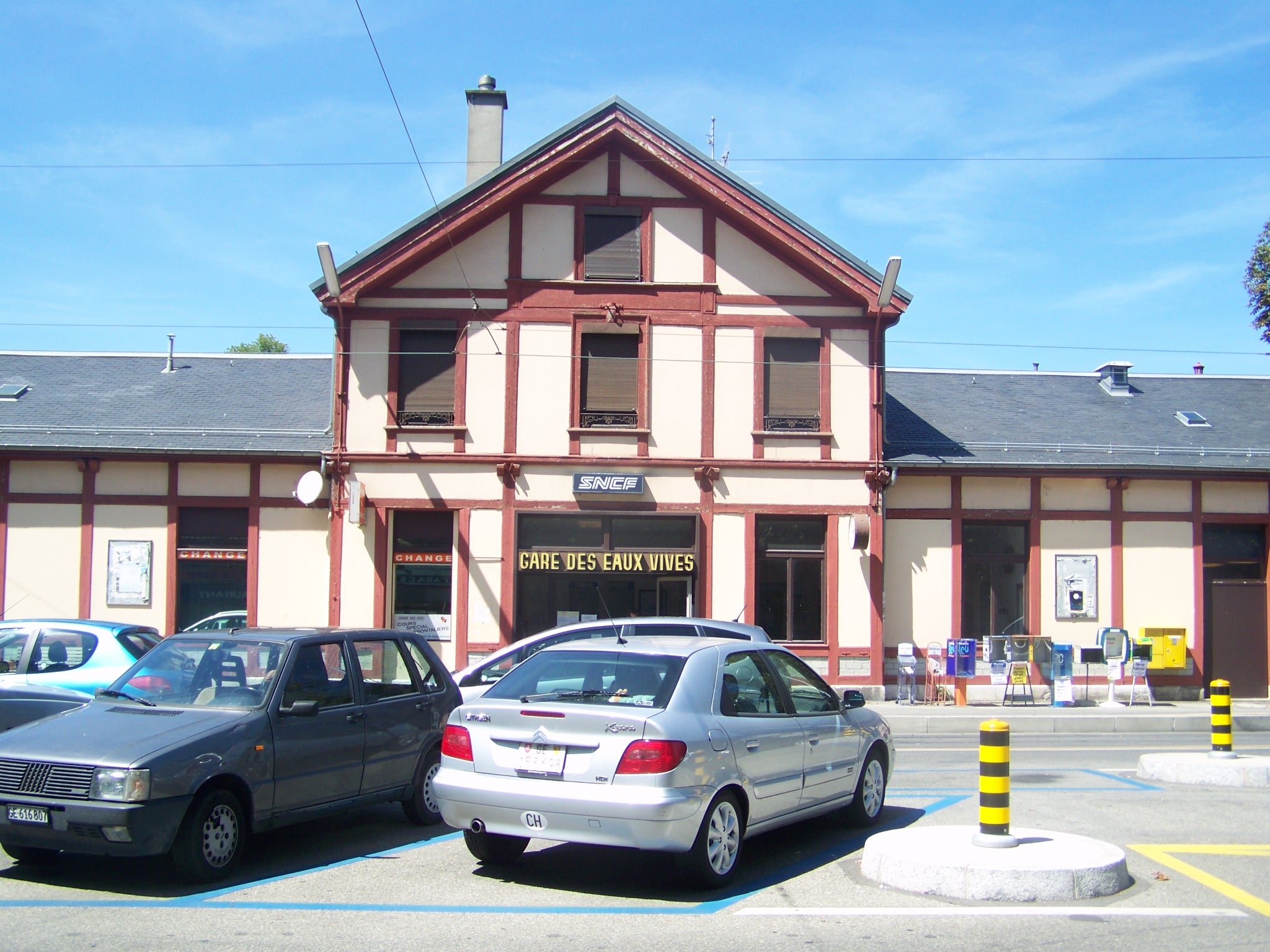
Façade de l'ancien bâtiment voyageurs de la gare de Genève-Eaux-Vives.

Dès les années 1860, les signes d'une urbanisation progressive sont manifestes. Vers 1880, la ville de Genève et les communes de Plainpalais et des Eaux-Vives s'unissent pour la construction d'un réseau d'égouts collecteurs sur la rive gauche. À la fin de la décennie, la première ligne de chemin de fer reliant Annemasse à la nouvelle gare des Vollandes, maintenant gare de Genève-Eaux-Vives, entre en service.
Le début du XXe siècle constitue une ère de prospérité avec la création de l'avenue Pictet-de-Rochemont, qui engendre de nombreuses constructions, la transformation des chemins en rues et la construction de la nouvelle mairie dès 1907. En 1912, la municipalité émet des offres en vue du rachat d'une propriété qui deviendra par la suite le parc des Eaux-Vives ; celle-ci entre en possession de la commune en 1913. Dans le même temps, William Favre fait don à la ville de Genève du parc de La Grange situé sur le territoire de la commune. Durant la Première Guerre mondiale, la situation économique est difficile et un important endettement est consenti pour subvenir aux nombreuses familles en difficulté.
Le 21 juin 2019 est inaugurée par les autorités genevoises la plage des Eaux-Vives.

## Patrimoine bâti
Le temple des Eaux-Vives (1841-1842) est une église protestante construite par Jacques-Louis Brocher. La monumentale mairie des Eaux-Vives (1905-1909) est due à l'architecte Léon Werner Bovy.

### Fusion

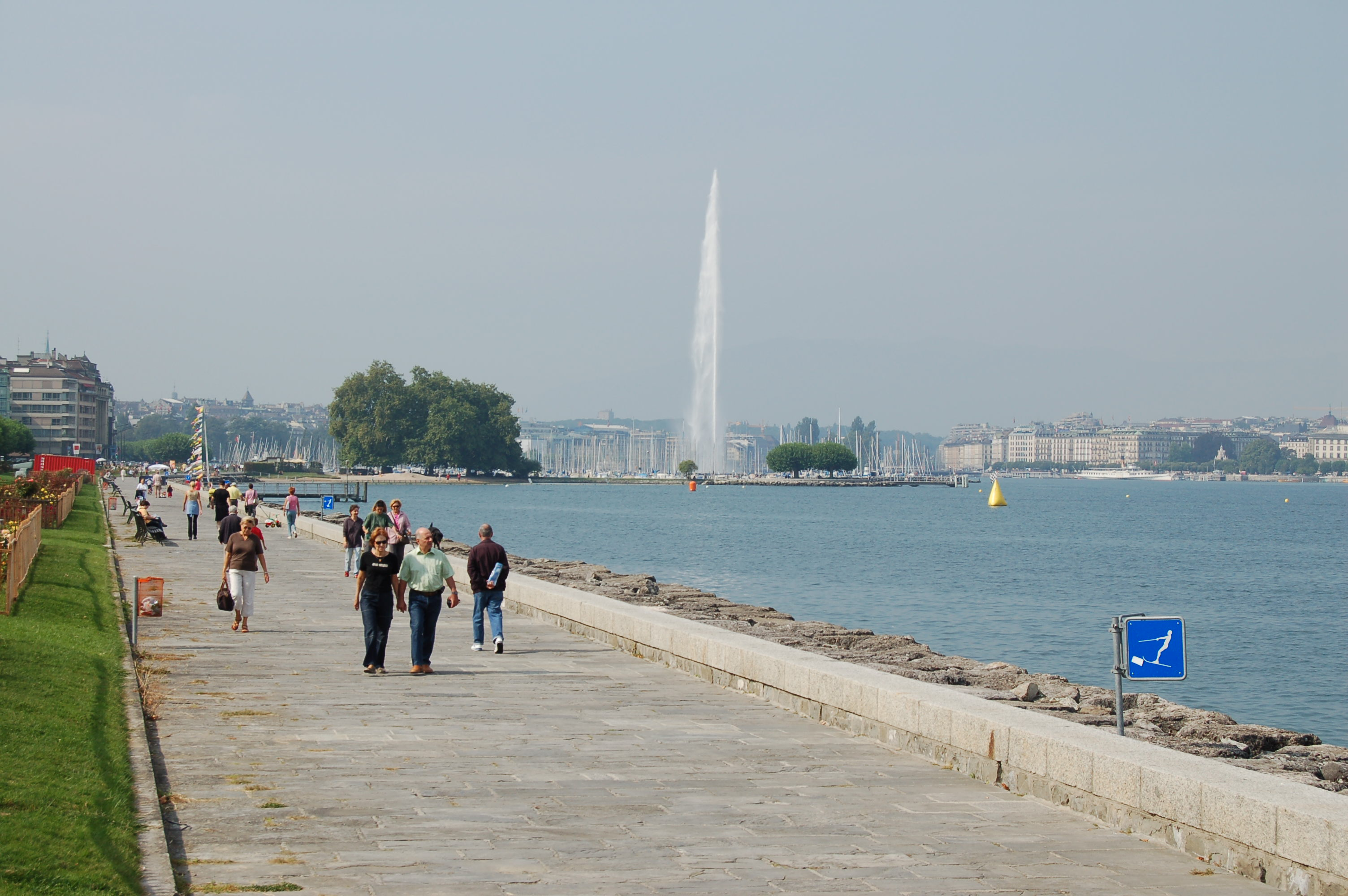
Quai des Eaux-Vives et le jet d'eau.

C'est dans les années 1920 que prend place le processus de fusion avec la ville de Genève. Une première votation a lieu en 1926, au cours de laquelle les Eaux-Viviens repoussent cette éventualité.
Lors d'une seconde votation en 1930, la loi de fusion administrative est accepté mettant fin à l'autonomie des Eaux-Vives. La commune des Eaux-Vives est intégrée à la ville de Genève en 1931.
Depuis cette époque, les Eaux-Vives sont devenus l'un des plus grands quartiers de la ville de Genève. Avec le jet d'eau comme carte de visite, les Eaux-Vives reçoivent régulièrement la visite de nombreux touristes.

## Politique

### Liste des maires des Eaux-Vives
- 1809-1817: Jean-Edouard Naville[1].
- 1817-1832: Jean-François Vez-Ficher[1].
- 1833-1841: Alexandre-Auguste de Morsier[1].
- 1841-1842: Philibert-Louis-Michel Cramer-Lasserre[1].
- 1843-1845: Jacques-Adrien Naville[1].
- 1846-1851: Philibert-Louis-Michel Cramer-Lasserre[1].
- 1896-1904: Jules Mussard, Parti libéral.
- 1904-1918: John Gignoux, Parti libéral.
- ?-1930: Camille Rochette[1].

## Personnalités liées au quartier
- Clotilde Bressler-Gianoli (1872 -1912) chanteuse d'opéra italienne née aux Eaux-Vives[9]
- Carolina Costa Andres, pasteure, qui y passe une partie de son enfance
- Edmond Liechti (1927-2021), cinéaste et animateur, y a passé son enfance puis travaillé jusqu'en 1992
- Nabilla Benattia, vedette de téléréalité et personnalité médiatique franco-suisse, y a vécu une partie de son enfance